# Jo Moraiz
Joaquin « Jo » Maria Moraiz, né le 3 novembre 1930 à Tolosa, au Pays basque espagnol, et mort le 5 mai 1999 à Bayonne, France, est un surfeur français.

## Biographie
Né au Pays basque espagnol, Jo Moraiz est arrivé enfant en France en 1937, pendant la guerre civile d'Espagne. Il découvre le surf en 1957 grâce au scénariste américain Peter Viertel, venu tourner un film sur la Côte des Basques. 
En 1962, il participe aux Peru International Surfing Championships, à Lima, Pérou, « premier véritable événement où la plupart des pays importants du surf dans le monde étaient représentés »,.
En 1965, il crée le premier surf-shop de Biarritz, et, en 1966, il fonde, sur la plage de Côte des Basques, la première école de surf française. Jo Moraiz a mis au point la méthode d'enseignement utilisée par la Fédération française de surf. Il enseigne jusqu'à la fin de ses jours, et sa haute silhouette apparaissant entre les vagues est familière aux habitants de Biarritz.
Jo est mort des suites d'un cancer en mai 1999,.